# Sticholonche
Sticholonche је род радиоларија са аксоподијалним псеудоподијама, које не поседују кинетоцисте, а крећу се попут весала. Аксоподијалне микротубуле полазе од удубљења на једарном овоју. Периплазма поседује тангенцијалне силикатне спикуле, од којих радијално полазе спољашње радијалне спикуле.